# 스즈키 신지 (바둑 기사)
스즈키 신지(일본어: 鈴木 伸二, 1990년 11월 3일 ~ )는 일본의 바둑 기사이다. 홋카이도 에베쓰시 출신으로 일본기원 소속의 8단이다.

## 경력
일본 홋카이도 에베쓰시에서 태어났다. 바둑 기사로는 늦은 시기인 초등학교 고학년 때 처음 바둑을 배웠다. 함께 입단한 한 학년 아래의 이토 마사시와 바둑 교실을 함께 다녔다. 2003년 에베쓰시의 시립 에베쓰 제3중학교 1학년 때 소년소녀바둑대회 중학생부에 출전하여 5회전까지 진출했지만 우승자에게 패배했다. 이듬해 2004년 같은 대회에서 아다치 도시마사에게 승리하는 등 연승하며 결승에 올랐지만 전년도 우승자인 히노 타이치에게 패해 준우승에 머물렀다. 이후 주변의 소개로 이와타 하지메 문하에 들어가기 위해 상경하여 일본기원 원생이 되었다.
2005년 동계 기사 채용 시험 본선에서 9승 6패를 기록하여 4위를 차지했지만 입단은 세키 다쓰야와 호리모토 미츠나리가 했고 3위는 다지리 유토였다. 2006년 채용 시험에서는 10승 5패로 다지리 유토와 가나자와 마코토에 이어 3위를 기록하여 입단에 실패했다. 2007년에는 13승 2패로 1위를 차지하여 이토 마사시와 함께 입단에 성공했다. 정식 입단은 2008년 4월이다.
2010년 1월 2단으로 승단했고 2월에 제2회 오카게배에 출전했고 같은해 6월 제66기 혼인보 최종 예선 결승에 진출했다. 승리하면 가장 낮은 단위로 본선에 진출한 기록을 만들 수 있었지만 고바야시 사토루 9단에게 패배했다. 7월에 제36기 명인전 최종 예선에 올랐고 제35기 신인왕전 4강까지 진출했다. 2011년 3단으로 승단했고 제59회 NHK배 TV 바둑 토너먼트에 처음 출전했고 제2회 오카게배 본선에 올랐으며 제8회 중야배 U20 선수권 대회(비공식전)에서 우승을 차지했다. 2012년 제7회 약리전 결승에서 이치리키 료를 물리치고 우승하여 공식전에서 첫 타이틀을 획득했다.
2013년 제22기 용성전 우승 결정전 토너먼트 1회전에서 이야마 유타에게 승리했고 9월에 4단으로 승단했다. 2014년 25주년기념 바둑천리배(비공식전)에서 우승을 차지했고 이듬해 1월 5단으로 승단했다. 2016년 6단을 거쳐 2017년 7단으로 승단했다.